# سایک سزار
سایک سزار (به انگلیسی: Syque Caesar) ژیمناست زادهٔ ۲۲ اوت ۱۹۹۰ میلادی اهل کشور بنگلادش است.